# Jens Wolters
Jens Wolters (* 1971 in Neuss) ist ein deutscher Journalist, Hörfunkmoderator und Sportreporter.

## Leben
Zur Schulzeit sammelte Wolters erste Medienerfahrungen bei den Lokalsendern von Radio NRW. Während seiner Zeit als Au-pair im kalifornischen Mountain View lieferte er von 1993 bis 1994 einigen Radiowellen Berichte zu tagesaktuellen Ereignissen und zur Fußball-Weltmeisterschaft 1994.
Nach seiner Rückkehr nach Deutschland machte Wolters sein Abitur auf dem zweiten Bildungsweg am Erzbischöflichen Friedrich-Spee-Kolleg in Neuss und sammelte erste digitale Radio-Erfahrungen bei Hitradio Antenne Niedersachsen in Hannover. Sein journalistisches Volontariat absolvierte er ab 1998 beim privaten Berliner Nachrichten-Radio Hundert,6 und im Fernsehbereich bei TV Berlin.
2002 wechselte Wolters in die Sportredaktion des NDR nach Hamburg. Dort wurde er unter anderem zum Bundesliga-Reporter und Mitglied der ARD Bundesligakonferenzen. 2009 wechselte Wolters zum SWR nach Stuttgart, zunächst fing er bimedial in der Sportredaktion an. Er berichtete regelmäßig als Reporter und Interviewer von Fußball-Weltmeisterschaften und Olympischen Spielen. Außerdem moderiert er seit 2011 die Sportsendung SWR1 Stadion.
Seit 2016 gehört er zum Moderatoren-Team von SWR1 Baden-Württemberg. Seit Januar 2022 moderiert er im Programm von SWR1 Baden-Württemberg die Talk-Sendung Leute. Zu seinen Gästen zählten Campino, Thomas D, Sebastian Bezzel, Miriam Yung Min Stein und Serkan Eren.
Wolters lebt und arbeitet in Stuttgart.